# Никонов, Алексей Васильевич
Алексей Васильевич Ни́конов (11 марта 1911 — 9 июля 1937) — механик-водитель танка Т-26 4-й отдельной механизированной бригады в войсках республиканской Испании, младший командир, Герой Советского Союза.

## Биография
Родился 11 марта 1911 года в селе Софиевка ныне Пономарёвского района Оренбургской области в крестьянской семье. Русский.
Учился в Аксёновской средней школе Альшеевского района Башкирской АССР. Окончил курсы трактористов. Работал в колхозе.
В Красной Армии с 1930 года. Призван Альшеевским райвоенкоматом Башкирской АССР. Окончил школу младших командиров.
С ноября 1936 года участвовал в Гражданской войне в Испании.
Механик-водитель танка Т-26 А. В. Никонов в составе экипажа (командир танка — лейтенант А. Г. Абрамович, командир башни — младший командир Ф. К. Ковров) сражался с франкистами под Гвадалахарой, поддерживая огнем наступающую пехоту, вел разведку, участвовал во многих танковых атаках на позиции противника. Погиб в бою 9 июля 1937 года в районе населённого пункта Брунете от прямого попадания снаряда в танк.
За мужество и героизм Никонов Алексей Васильевич 22 октября 1937 года посмертно удостоен звания Героя Советского Союза.
Награждён Орденом Ленина, Орденом Красного Знамени.

## Память
- Именем Героя Советского Союза А. В. Никонова в 1947 году названа улица в посёлке городского типа Аксёново Альшеевского района Башкортостана. Возле школы установлен бюст Героя.